# Haddy Jallow
Haddy Jallow, född 14 oktober 1985 i Gambia, är en svensk skådespelare.
Jallow flyttade till Sverige när hon var åtta år gammal. Familjen bosatte sig först ett år i Rinkeby och därefter i Skogås. Jallow exponerades i Svensk television år 2000 vid 15 års ålder då hon castades för en biroll i SVT:s En klass för sig. Jallows debutroll på film var som Fatou i Daniel Fridells Säg att du älskar mig från 2006. För den rollprestationen belönades hon med en Guldbagge på svenska filmgalan för bästa kvinnliga huvudroll.

## Filmografi
- 2000 – En klass för sig (TV-serie)
- 2006 – Säg att du älskar mig
- 2017 – Juleblod

## Teater

### Roller (ej komplett)
| År   | Roll | Produktion         | Regi           | Teater              |
| ---- | ---- | ------------------ | -------------- | ------------------- |
| 2011 |      | Mefisto Klaus Mann | Andriy Zholdak | Uppsala stadsteater |